# José Guirao
José Guirao Cabrera (Pulpí, Almería, 9 de junio de 1959-Madrid, 11 de julio de 2022) fue un gestor cultural y experto en arte español, relacionado con la escena vanguardista española desde la década de 1990, que sirvió como ministro de Cultura y Deporte del Gobierno de España entre 2018 y 2020. Fue director del Museo Nacional Centro de Arte Reina Sofía entre 1994 y 2001 y de La Casa Encendida entre 2002 y 2014. Fue director general de la Fundación Montemadrid.

## Biografía
El menor de cuatro hermanos, fue hijo de Lucas Guirao Valverde y Mercedes Cabrera Rodríguez. Sus hermanos son Bernardino, Beatriz y Ana Isabel.
Es licenciado en filología hispánica, rama Literatura Española, por la Universidad de Murcia, aunque uno de los cursos los realizó en la Universidad de Granada, siendo su compañero de pupitre Luis García Montero.
Fue responsable del Área de Cultura de la Diputación Provincial de Almería entre 1983 y 1987.
En 1988 marchó a Sevilla, donde ocupó el cargo de director general de Bienes Culturales en la Junta de Andalucía. Hasta 1993 desarrolla proyectos de peso, como el Plan General de Bienes Culturales de Andalucía, la Ley 1/91 del Patrimonio Histórico de Andalucía, el proyecto del Centro Andaluz de Arte Contemporáneo y la creación del Instituto Andaluz del Patrimonio Histórico.
Desde Sevilla pasó a Madrid, donde durante un año fue director de Bellas Artes y Archivos del Ministerio de Cultura. Fue nombrado en 1994 director del Museo Nacional Centro de Arte Reina Sofía, cuya colección permanente remodeló. Fue además el encargado de licitar la ampliación del museo, proyecto que ganó el arquitecto francés Jean Nouvel.
Desde el 2001 estuvo al frente de La Casa Encendida, espacio social y cultural de referencia en Madrid perteneciente a la extinta Caja Madrid y, tras su transformación en 2013, a la Fundación Montemadrid. Fue entonces nombrado director general de esta Fundación, cuya actividad se dirige hacia la mejora de la calidad de vida y la inclusión de personas en dificultad social, al tiempo que se fomenta una ciudadanía participativa con un mayor acceso a la cultura y a la educación, así como la protección del medio ambiente y conservación del patrimonio histórico.
José Guirao fue patrono de la Fundación Federico García Lorca, de la Fundación Antonio Gala y de la Fundación Museo del Grabado Español Contemporáneo de Marbella. Además, fue profesor invitado del máster de Gestión Cultural de la Universidad Carlos III de Madrid.
El 13 de junio de 2018 fue nombrado nuevo ministro de Cultura y Deporte del Gobierno de España, presidido por Pedro Sánchez, en sustitución de Màxim Huerta, cesado tras conocerse que había defraudado a Hacienda. Prometió su cargo el 14 de junio de 2018 en La Zarzuela, y ocupó dicho puesto hasta el 13 de enero de 2020 cuando fue substituido por José Manuel Rodríguez Uribes. Tras su paso por el Gobierno de España, regresó a su puesto como director general de la Fundación Montemadrid a finales de mayo de 2020, con los cometidos de liderar el Plan de emergencia de dicha entidad para paliar los efectos de la COVID-19 y trabajar en la reforma del Palacio de la Música, entre otros proyectos.
Falleció el 11 de julio de 2022 a causa de un cáncer de pulmón, que le fue diagnosticado en marzo de 2021.

## Obras

### Libros
- El Museo Nacional Centro de Arte Reina Sofía: El museo como centro de promoción de obras de arte y de difusión cultural. Los puntos cardinales de la acción cultural en la España de nuestro tiempo, 1995, ISBN 84-8181-096-7, pags. 163-180

### Revistas
- Los niños, público preferente para la Casa Encendida. Mus-A: Revista de los museos de Andalucía, ISSN 1695-7229, N.º 6, 2006, pags. 84-86
- La importancia económica del Mercado del Arte y el Coleccionista. Ec, cuadernos de economía de la cultura, ISSN 1885-9526, N.º 3, 2004, pags. 61-66

## Distinciones y condecoraciones
- En 2022, fue galardonada con la Medalla de Oro al Mérito en las Bellas Artes que otorga el Ministerio de Cultura de España.[16]
- Gran Cruz de la Orden El Sol de Perú (2019).
- Gran Cruz de la Real Orden de Carlos III (2021).[17]